# Don't You Worry (Black Eyed Peas, Shakira e David Guetta)
Don't You Worry è un singolo del gruppo musicale statunitense Black Eyed Peas, della cantante colombiana Shakira e del DJ francese David Guetta, pubblicato il 17 giugno 2022 come primo estratto dal nono album in studio dei Black Eyed Peas Elevation.

## Descrizione
Il brano appartiene ai generi dance pop ed europop secondo la critica specializzata.

## Video musicale
Il video, diretto da Director X, è stato reso disponibile attraverso il canale YouTube dei Black Eyed Peas in concomitanza con il lancio del singolo.

## Tracce
Testi e musiche di Shakira Mebarak, Toby Green, Mike Hawkins, Johnny Goldstein, Jaime Luis Gómez, Allan Pineda Lindo, Giorgio Tuinfort e William James Adams.
Download digitale
1. Don't You Worry – 3:16

Download digitale – David Guetta & DJs from Mars Remix
1. Don't You Worry (David Guetta & DJs from Mars Remix) – 2:25

Download digitale – Dubdogz & Mark Ursa Remix
1. Don't You Worry (Dubdogz & Mark Ursa Remix) – 3:05

Download digitale – Malaa Remix
1. Don't You Worry (Malaa Remix) – 2:52

Download digitale – Farruko Remix
1. Don't You Worry (Farruko Remix) – 3:25

## Classifiche

### Classifiche settimanali
| Classifica (2022-23) | Posizione massima |
| -------------------- | ----------------- |
| Austria              | 6                 |
| Belgio (Fiandre)     | 37                |
| Bielorussia          | 59                |
| Belgio (Vallonia)    | 5                 |
| Canada               | 57                |
| El Salvador          | 2                 |
| Estonia              | 34                |
| Francia              | 14                |
| Germania             | 43                |
| Italia               | 15                |
| Kazakistan           | 48                |
| Lussemburgo          | 17                |
| Moldavia             | 177               |
| Paesi Bassi          | 39                |
| Polonia              | 8                 |
| Russia               | 1                 |
| Spagna               | 69                |
| Svizzera             | 51                |
| Ucraina              | 128               |

### Classifiche di fine anno
| Classifica (2022) | Posizione |
| ----------------- | --------- |
| Belgio (Fiandre)  | 154       |
| Belgio (Vallonia) | 45        |
| Francia           | 87        |
| Italia            | 79        |
| Russia            | 54        |
| Classifica (2023) | Posizione |
| Kazakistan        | 101       |